# 圣朱斯托卡纳韦塞
圣朱斯托卡纳韦塞（義大利語：San Giusto Canavese），是意大利都灵省的一个市镇。总面积9平方公里，人口3384人，人口密度376.0人/平方公里（2009年）。ISTAT代码为001246。